# Terme di Dafne
Le terme di Dafne, conosciute anche con il nome di Bagno di Dafne, sono parte di un complesso archeologico siracusano, al cui interno venne già rinvenuto il cosiddetto arsenale greco di Siracusa, sito nei pressi del porto piccolo della città, precisamente tra le fondamenta di un edificio civile ad ovest dell'arsenale greco.
Alcuni studiosi hanno ipotizzato che queste terme vadano identificate con quelle di cui parla lo storico bizantino Teofane, il quale nella sua Chronographia, asserisce che nelle terme di Dafne, site nella città di Siracusa, venne assassinato l'imperatore bizantino Costante II, nel 668.

## La struttura termale

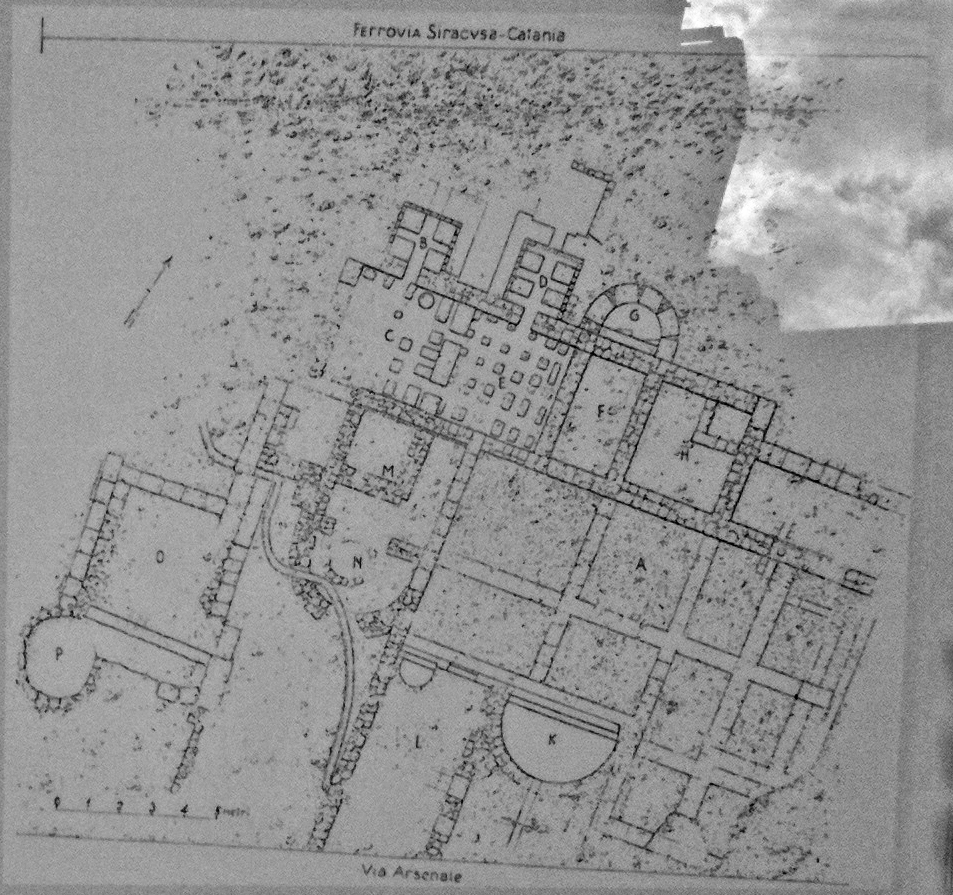
Pianta del sito

La zona termale, di modeste dimensioni, tanto da far pensare allo studioso Giuseppe Cultrera che si potesse trattare di un edificio termale privato, come suggerisce il suo nome, venne legata al mito di Dafne. La sua datazione rimane incerta: sembrerebbe essere stata eretta intorno al VI secolo d.C., anche se non vi è un parere concorde al riguardo. Cultrera sostiene che sia d'origine romana, con ristrutturazioni avvenute in epoca bizantina.
Nella parte settentrionale del complesso vi sono alcuni ambienti: l'ambiente H è stato interpretato come apodyterion (stanza di accesso alle terme), la struttura semicircolare G è stata interpretata come il frigidarium, l'ambiente E come il tepidarium mentre il C come il calidarium. La struttura semicircolare K sul lato meridionale è stata interpretata come una vasca. A ovest l'ambiente quadrato O è stato interpretato come una piattaforma collegata ad una fornace P. Vi è inoltre visibile un canale per lo smaltimento dell'acqua piovana.
Nei pressi di queste terme venne rinvenuto nel 1879 lungo il tratto della ex ferrovia un antico tesoretto, nel quale spicca più di tutti un importante anello in oro massiccio. Lo studioso Bryce Dale Lyon ha suggerito la suggestiva ipotesi che questo anello fosse appartenuto direttamente all'imperatore Costanzo II, e che egli lo avrebbe avuto al dito quando si trovava in queste terme.

## Criticità

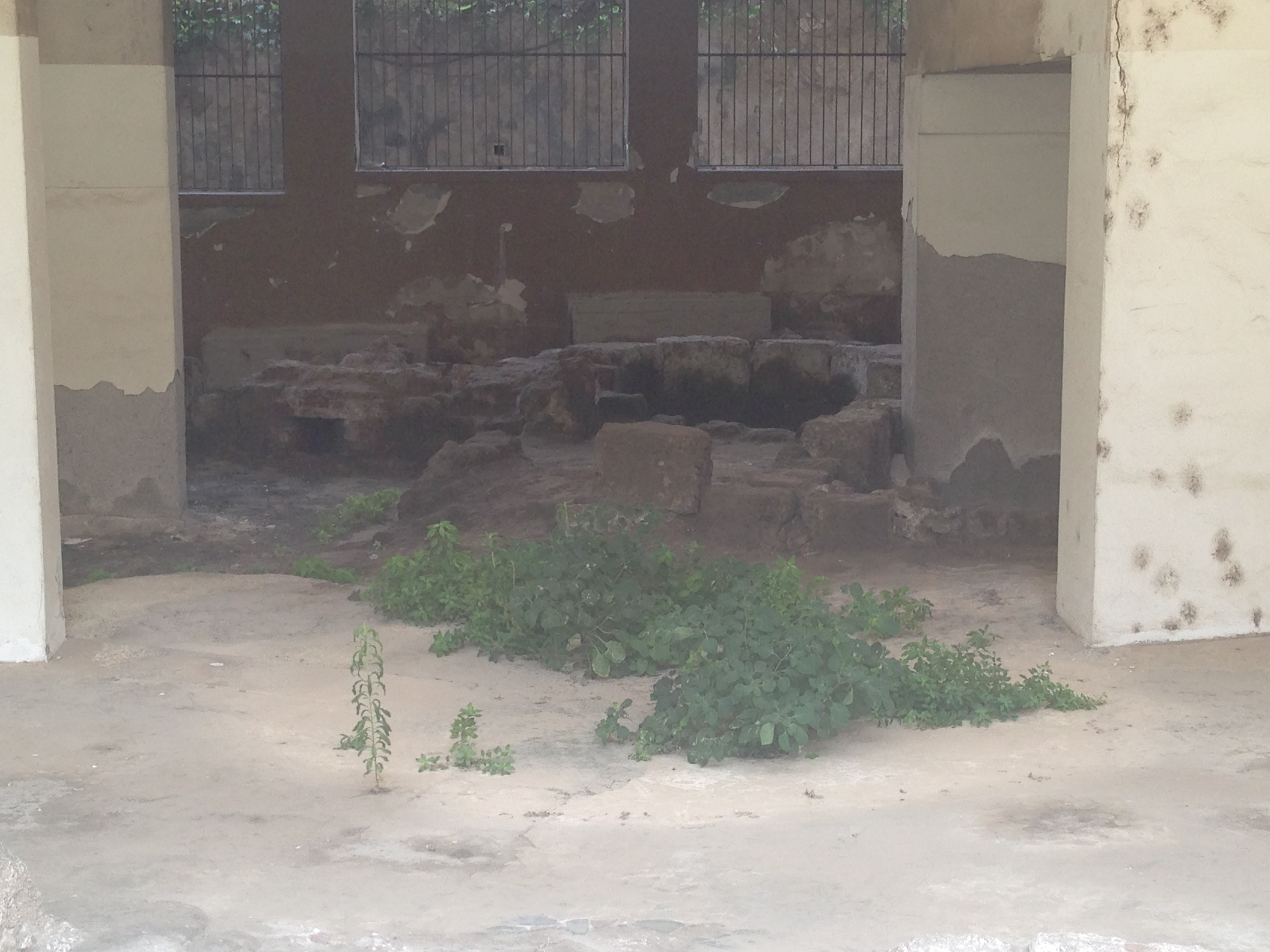
Resti del sito sotto l'odierno edificio condominiale

Il sito, oltre ad essere sottovalutato dal punto di vista storico e archeologico, soffre anche di un problema di fruibilità per la presenza delle fondamenta di un edificio residenziale costruitovi sopra nonostante l'importante rinvenimento.